# Rhangena roseipennis
Rhangena roseipennis là một loài bướm đêm trong họ Noctuidae.